# Der Typ, 13 Kinder & ich
Der Typ, 13 Kinder & ich (Arbeitstitel: 13 plus 1) ist eine deutsche Filmkomödie des Regisseurs Josh Broecker, der auch am Drehbuch mitwirkte, aus dem Jahr 2009. In der Hauptrolle verkörpert Julia Brendler die alleinerziehende Mutter von 13 Kindern Esther Ohling. 

## Handlung
Esther Ohling ist fünffache Mutter und zusätzlich Pflegemutter von acht Kindern. Gemeinsam lebt die Witwe mit ihren insgesamt dreizehn Kindern in einem Haus, welches auf einem Grundstück steht, das von den Inhabern einer Keramik- und Geschirrfirma gerne in Besitz genommen werden würde, um dort neue Fabrikgebäude entstehen zu lassen. Die Erweiterung scheint unausweichlich, da sonst die Übernahme durch die chinesischen Keramikindustrie droht.
Um den Kauf des Grundstückes einzuleiten, setzt der Firmeninhaber seinen charmanten Neffen Leon auf Esther an, um sie zu einem Verkauf zu überreden. Das erste Treffen geschieht jedoch anders als geplant: Leon trifft Esther auf einem einsamen Waldweg; dort ist ihr Auto aufgrund einer Panne liegen geblieben. Die beiden erkennen, dass sie eigentlich grundverschieden sind; dennoch treffen sie sich ab sofort häufiger. Esther hat allerdings bis dahin Leons eigentliches Interesse, den Erwerb ihres Grundstückes im Auftrag seines Onkels, nicht erkannt. Als sie hinter seine Absichten kommt, weigert sie sich, ihr Grundstück zu verkaufen, ungeachtet der Tatsache, dass das Haus zunehmend verfällt und sie kein Geld hat, dringend anstehende Renovierungsarbeiten anzugehen.
Leon jedoch, der selbst als Waise bei seinem Onkel aufgewachsen ist, erkennt, wie wichtig eine intakte Familie ist, und hat sich tatsächlich in Esther verliebt. Er schlägt sich auf die Seite Esthers und ihrer Kinder und verhindert den Verkauf des Grundstückes und des Hauses.

## Erstausstrahlung und abweichende Filmtitel im Ausland
Der Typ, 13 Kinder & ich wurde am 14. April 2009 erstmals auf Sat.1 ausgestrahlt. In Frankreich wurde der Film am 21. Juli 2010 gesendet, dort unter dem Titel 13 enfants et 1 prince charmant. Die Erstausstrahlung in Italien war am 30. Juli 2010, dort unter dem Titel Tredici sotto un tetto. In Ungarn wurde der Film unter dem Titel 13 gyerek és én ausgestrahlt.

## Produktion
Dagmar Rosenbauer produzierte die Komödie für Cinecentrum Berlin, einer Tochterfirma der Studio Hamburg, im Auftrag von Sat.1. Gedreht wurde in Berlin.

## Kritiken
Die Filmkritiken fallen überwiegend wohlwollend aus. Rainer Tittelbach bemerkt auf seiner Filmkritiker-Webseite tittelbach.tv anerkennend, dass die Komödie „erfrischend, bezaubernd und weil Brendler, Bergmann & die Autoren den Witz nicht überziehen, eine vorbildliche Wohlfühlkomödie [ist]!“. Der Filmkritiker meint abschließend: „[…] dem Zuschauer wünscht man mehr solcher liebevoll gemachten, spielfreudigen, stimmungsvollen Komödien“.
TV Spielfilm urteilt: „Trotz Vorhersehbarkeit ist der heitere Fernsehfilm quirlig inszeniert und unterhält mit gut gelaunten Darstellern“. Das Fazit der Programmzeitschrift lautet: „Schmusige Sozial-kritik, nett gespielt“.